# Alchemilla pseudothmarii
Alchemilla pseudothmarii är en rosväxtart som beskrevs av Pawl.. Alchemilla pseudothmarii ingår i släktet daggkåpor, och familjen rosväxter. Inga underarter finns listade i Catalogue of Life.